# Hyalopteroides humilis
Hyalopteroides humilis är en insektsart som först beskrevs av Walker 1852.  Hyalopteroides humilis ingår i släktet Hyalopteroides och familjen långrörsbladlöss. Arten är reproducerande i Sverige. Inga underarter finns listade i Catalogue of Life.

## Bildgalleri

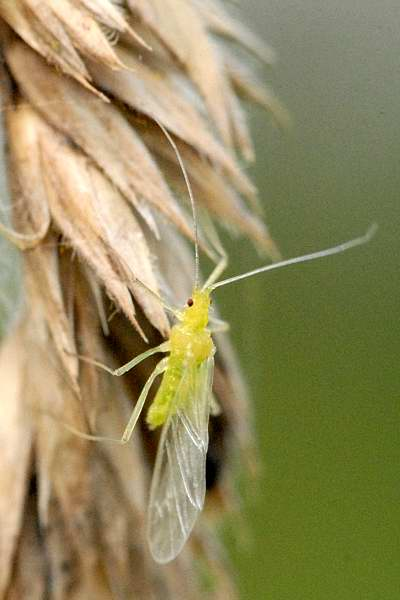